# Arthur Flowerdew
James Arthur Flowerdew (1 de diciembre de 1906 – octubre de 2002) fue un capitán inglés de Norfolk, Inglaterra que afirma haber tenido visiones de la antigua ciudad de Petra, en Jordania.

## Biografía
Flowerdew afirma haber tenido visiones desde su adolescencia de una ciudad de piedra tallada en un acantilado.
Según dice, al ver un documental de la BBC sobre la antigua ciudad de Petra, en Jordania,  la reconoció como la ciudad de sus visiones. Se convenció de que había vivido una vida anterior en Petra y contactó con la BBC, que filmó y transmitió un documental sobre el.
En un viaje a Jordania junto a un equipo de la BBC Flowerdew fue entrevistado por un arqueólogo experto en las excavaciones de Petra para poner a prueba su conocimiento de la antigua ciudad y, según afirma. Flowerdew describió la ciudad con precisión e identificó correctamente las ubicaciones de muchos lugares de interés que aún tenían que ser excavados. Muchos expertos dijeron que Flowerdew tenía más conocimiento de la ciudad que muchos profesionales que la estudiaban y que no creían que fuera un extraordinario estafador (una hazaña que consideraban que habría requerido de una habilidad excepcional).
El arqueólogo experto en Petra que acompañó a Flowerdew a Jordania dijo:

Nos ha aclarado varias incógnitas, y muchos detalles son muy coherentes con los datos arqueológicos e históricos que se conocen, y haría falta una mente muy distinta a la suya para ser capaz de sostener una trama de engaños de la envergadura de sus recuerdos, al menos los que me ha comunicado. No creo que sea un impostor. No creo que tenga capacidad para una impostura de este calibre.

Flowerdew mantiene que nunca había visto u oído hablar de Petra antes del documental de la BBC ni nunca había leído nada acerca de la ciudad.